# 準子さんの肖像
『準子さんの肖像』（じゅんこさんのしょうぞう）は、森山塔による日本の成人向け漫画作品、及びその作品を収録した単行本の名前。

## 単行本
- 準子さんの肖像（黒田出版興文社、1993年8月20日発行） ISBN 4876733015
  - 準子さんの肖像[注 1]（笠倉出版社、漫画ラブレター10月増刊号 コミック・ロリポップ 創刊準備号 秋、1985年10月20日発行）
  - MOPPING UP
  - とくべつのあわ
  - 私はピアノ
  - 理科実験の図鑑
  - WHO NEED PEACE CORPSE?
  - 恋の処方箋
  - わいせつの感じ
  - （徹底インタビュー）